# Legio II Flavia Virtutis

Dibujo del escudo de la Secunda Flavia Virtutis, según la Notitia Dignitatum.

La Legio II Flavia Virtutis (Segunda legión «flavia valiente») fue una legión romana comitatensis, creada por el emperador Constancio II (337-361), junto con la I Flavia Pacis y la  III Flavia Salutis.

## Historia
Según Amiano Marcelino (Res Gestae xx.7.1), en 360 la II Flavia Virtutis estaba acuartelada en Bezabde con la II Armeniaca y la II Parthica, cuando el rey de Persia Shapur II asedió y conquistó la ciudad, matando a todos sus habitantes.
Según la Notitia Dignitatum (in partibus Occidentis, vii), a comienzos del siglo V, la legión comitatensis Secundani (muy probablemente esta II Flavia Virtutis) estaba bajo el mando del comes Africae.